# Os Crimes de Diogo Alves
Os Crimes de Diogo Alves é um filme mudo  português de curta-metragem da autoria de João Tavares (realizador), a segunda obra de ficção do cinema português. Estreou a 26 de Abril de 1911 no Salão da Trindade, entrando em cartaz na sala O Paraíso de Lisboa a 19 de Maio do mesmo ano. O filme foi apresentado em "versão falada", com vozes por trás da tela, e acompanhado com música executada pela orquestra da Guarda Nacional Republicana, dirigida pelo maestro Artur Fão

.

## Sinopse
O filme ilustra a vida de Diogo Alves, um galego que veio viver para Lisboa e que, segundo a tradição popular portuguesa, entre 1836 e 1839 perpetrou vários  crimes hediondos. São invocados os assassinatos, os assaltos, a denúncia. O criminoso é, por fim, apanhado pelas autoridades e sentenciado à  forca.
O argumento baseia-se num dos folhetins dedicados aos "Criminosos Célebres" portugueses.

## Elenco
- Alfredo de Sousa	... 	Diogo Alves
- Amélia Soares	... 	Parreirinha, amante de Diogo
- Gertrudes Lima	... 	Criança Testemunha
- Alberto Ghira	... 	Vítima
- Narciso Vaz	... 	Membro da Quadrilha
- Artur Braga	... 	Membro da Quadrilha
- José Climaco	... 	Membro da Quadrilha
- Frederico Matos	... 	Criado do Médico
- Alda Soares	... 	Vítima
- Antonio Leal	... 	Médico

## Enquadramento histórico
Em 1909, João Freire Correia, animado com o êxito do sketch de ’’O Rapto de Uma Actriz’’,  inicia a produção de ’’Os Crimes de Diogo Alves’’ com os atores da Companhia do Teatro do Príncipe Real e com realização de Lino Ferreira. As filmagens decorreram no Aqueduto das Águas Livres e no estúdio da Portugália, na Rua do Bemformoso.
«O estúdio tinha pouca luz e os atores muita pressa, pois deviam seguir em  tournée para o Brasil. Parece que se chegaram a rodar 2/3 da obra, mas as filmagens jamais se concluíram e só recentemente um fragmento desta versão foi descoberto e recuperado.
Quem não desistiu foi João Freire Correia (…). Dois anos depois - em 1911 - com um cast muito menos brilhante (secundários actores de teatro nos protagonistas) foi rodada a "segunda versão" de "Os Crimes de Diogo Alves", estreada com enorme publicidade no Salão da Trindade, a 26 de Abril de 1911. João Tavares, que tinha tido um pequeno papel na primeira versão, foi o nome escolhido para realizador. O acolhimento do público excedeu toda a expectativa e, de 1911 a 1914, em múltiplas reposições, o filme foi chorudo negócio. Hoje é a única relíquia desse passado e vale, sobretudo, como testemunho histórico do que era o Aqueduto nessa época (quando ainda se podia percorrê-lo a pé) e pela reconstituição do mais "hediondo" crime de Diogo (o único de que, diz-se, ele se teria arrependido): o assassínio de uma criança que, por distração ou desejo do realizador (vá-se lá saber), sorri para a câmara e para o assassino, antes de ser atirada borda fora. Tem 280 metros e custou 200 mil réis, qualquer coisa como 500 contos».